# Гестер (Луїзіана)
Гестер (англ. Hester) — переписна місцевість (CDP) в США, в окрузі Сент-Джеймс штату Луїзіана. Населення — 483 особи (2020).

## Географія
Гестер розташований за координатами 30°1′33″ пн. ш. 90°46′13″ зх. д. / 30.02583° пн. ш. 90.77028° зх. д. (30.025936, -90.770150).  За даними Бюро перепису населення США в 2010 році переписна місцевість мала площу 10,47 км², з яких 8,96 км² — суходіл та 1,50 км² — водойми.

## Демографія
Згідно з переписом 2010 року, у переписній місцевості мешкало 498 осіб у 172 домогосподарствах у складі 135 родин. Густота населення становила 48 осіб/км².  Було 179 помешкань (17/км²).
Расовий склад населення:
| - 91,8 % — білих - 6,0 % — чорних або афроамериканців - 0,2 % — корінних американців - 0,2 % — азіатів |

До двох чи більше рас належало 1,2 %. Частка іспаномовних становила 0,4 % від усіх жителів.
За віковим діапазоном населення розподілялося таким чином: 29,1 % — особи молодші 18 років, 61,3 % — особи у віці 18—64 років, 9,6 % — особи у віці 65 років та старші. Медіана віку мешканця становила 34,0 року. На 100 осіб жіночої статі у переписній місцевості припадало 125,3 чоловіків;  на 100 жінок у віці від 18 років та старших — 108,9 чоловіків також старших 18 років.
Середній дохід на одне домашнє господарство  становив 106 618 доларів США (медіана — 89 500), а середній дохід на одну сім'ю — 117 388 доларів (медіана — 99 091). 
Цивільне працевлаштоване населення становило 173 особи. Основні галузі зайнятості: виробництво — 26,6 %, освіта, охорона здоров'я та соціальна допомога — 20,8 %, науковці, спеціалісти, менеджери — 12,7 %, сільське господарство, лісництво, риболовля — 9,2 %.